# Holford
Holford är en ort och civil parish i Storbritannien.   Den ligger i grevskapet Somerset och riksdelen England, i den södra delen av landet, 220 km väster om huvudstaden London. Holford ligger 127 meter över havet och antalet invånare är 392.
Terrängen runt Holford är kuperad åt sydväst, men åt nordost är den platt. Havet är nära Holford åt nordväst. Runt Holford är det ganska tätbefolkat, med 166 invånare per kvadratkilometer. Närmaste större samhälle är Taunton, 17,9 km söder om Holford. Trakten runt Holford består i huvudsak av gräsmarker.